# Volta a Portugal de 1967
A 30ª edição da Volta a Portugal em Bicicleta ("Volta 67") decorreu entre os dias 12 e 27 de Agosto de 1967. Composta por 23 etapas.

## Equipas
Participaram 54 ciclistas de 6 equipas:
- Benfica
- FC Porto
- Flândria
- Gin. Tavira
- Sangalhos
- Sporting

## Etapas
| Nº        | Data         | Etapa                                    | km  | Vencedor da etapa                                        | Camisola amarela              |
| --------- | ------------ | ---------------------------------------- | --- | -------------------------------------------------------- | ----------------------------- |
| 1ª etapa  | 12 de Agosto | Circuito das Antas (C/R por equipas)     | 9   | Sporting                                                 | Emiliano Dionísio (Sporting)  |
| 2ª etapa  | 13 de Agosto | Porto - Vila Real                        | 116 | Manuel Correia (Sporting)                                | Manuel Correia (Sporting)     |
| 3ª etapa  | 13 de Agosto | Circuito de Vila Real                    | 46  | Antoine Houbrechts (Flândria)                            | Manuel Correia (Sporting)     |
| 4ª etapa  | 14 de Agosto | Vila Real - Guimarães                    | 219 | Leonel Miranda (Sporting)                                | Manuel Correia (Sporting)     |
| 5ª etapa  | 15 de Agosto | Guimarães - Vila do Conde                | 126 | Leonel Miranda (Sporting)                                | Manuel Correia (Sporting)     |
| 6ª etapa  | 15 de Agosto | Circuito de Vila do Conde                | 60  | Emiliano Dionísio (Sporting) / Roger Nassens (Flândria)1 | Manuel Correia (Sporting)     |
| 7ª etapa  | 16 de Agosto | Vila do Conde - Porto (C/R individual)   | 29  | Antoine Houbrechts (Flândria)                            | Cosme de Oliveira (FC Porto)  |
| 8ª etapa  | 16 de Agosto | Circuito das Antas                       | 9   | Sérgio Páscoa (Sporting)                                 | Cosme de Oliveira (FC Porto)  |
| 9ª etapa  | 17 de Agosto | Porto - Anadia                           | 101 | Jan Monteyne (Flândria)                                  | Cosme de Oliveira (FC Porto)  |
| 10ª etapa | 17 de Agosto | Pista de Sangalhos                       | 5   | Vítor Tenazinha (Sporting)                               | Cosme de Oliveira (FC Porto)  |
| 11ª etapa | 18 de Agosto | Figueira da Foz - Malveira               | 179 | Emiliano Dionísio (Sporting)                             | Cosme de Oliveira (FC Porto)  |
| 12ª etapa | 18 de Agosto | Pista de Alvalade (C/R por equipas)      | 9   | Sporting                                                 | Cosme de Oliveira (FC Porto)  |
| 13ª etapa | 19 de Agosto | Cacilhas - Santiago do Cacém             | 165 | Mário Sá (FC Porto)                                      | Jan Monteyne (Flândria)       |
| 14ª etapa | 20 de Agosto | Odemira - Tavira                         | 173 | Romain Furnière (Flândria)                               | Jan Monteyne (Flândria)       |
| 15ª etapa | 20 de Agosto | Pista de Tavira (Perseguição individual) | 5   | Emiliano Dionísio (Sporting) / José Vieira (Sporting)1   | Jan Monteyne (Flândria)       |
| 16ª etapa | 21 de Agosto | Tavira - Beja                            | 151 | Augusto Cardoso (Benfica)                                | Jan Monteyne (Flândria)       |
| 17ª etapa | 22 de Agosto | Beja - Castelo de Vide                   | 218 | Pedro Moreira (Benfica)                                  | Jan Monteyne (Flândria)       |
| 18ª etapa | 23 de Agosto | Castelo de Vide - Penhas da Saúde        | 151 | Herculano de Oliveira (Sangalhos)                        | Manuel Correia (Sporting)     |
| 19ª etapa | 24 de Agosto | Covilhã - Viseu                          | 132 | Mário Silva (FC Porto)                                   | Manuel Correia (Sporting)     |
| 20ª etapa | 25 de Agosto | Viseu - Tomar                            | 200 | Mário Sá (FC Porto)                                      | Manuel Correia (Sporting)     |
| 21ª etapa | 26 de Agosto | Tomar - Alpiarça (C/R individual)        | 53  | João Roque (Sporting)                                    | Antoine Houbrechts (Flândria) |
| 22ª etapa | 27 de Agosto | Alpiarça - Cartaxo                       | 61  | Leonel Miranda (Sporting)                                | Antoine Houbrechts (Flândria) |
| 23ª etapa | 27 de Agosto | Cartaxo - Lisboa (Estádio José Alvalade) | 149 | Jorge Corvo (Gin. Tavira)                                | Antoine Houbrechts (Flândria) |

1 Os dois ciclistas terminaram a etapa em absoluta igualdade, com a organização a dar a vitória a ambos.

## Classificações Finais

### Geral individual
| Lugar | Nome               | Nacionalidade | Equipa    | Tempo       |
| 01º   | Antoine Houbrechts | Bélgica       | Flândria  | 62h 40' 14" |
| 02º   | João Roque         | Portugal      | Sporting  | + 1' 10"    |
| 03º   | Manuel Correia     | Portugal      | Sporting  | + 2' 40"    |
| 04º   | Fernando Mendes    | Portugal      | Benfica   | + 2' 49"    |
| 05º   | Leonel Miranda     | Portugal      | Sporting  | + 2' 59"    |
| 06º   | Américo Silva      | Portugal      | Benfica   | m.t.        |
| 07º   | Joaquim Leão       | Portugal      | FC Porto  | + 3' 58"    |
| 08º   | Cosme de Oliveira  | Portugal      | FC Porto  | + 4' 20"    |
| 09º   | Joaquim Andrade    | Portugal      | Sangalhos | m.t.        |
| 10º   | Jan Monteyne       | Bélgica       | Flândria  | + 4' 54"    |

### Equipas
| Lugar | Equipa   | Tempo        |
| 1º    | Sporting | 118h 37' 16" |
| 2º    | Benfica  | + 2' 08"     |
| 3º    | FC Porto | + 4' 25"     |

### Pontos
| Lugar | Ciclista           | Equipa   | Pontos |
| 1º    | Emiliano Dionísio  | Sporting | 157    |
| 2º    | Leonel Miranda     | Sporting | 124    |
| 3º    | André Demartelaire | Flândria | 72     |

### Montanha
| Lugar | Ciclista        | Equipa   | Pontos |
| 1º    | Leonel Miranda  | Sporting | 38     |
| 2º    | Fernando Mendes | Benfica  | 24     |
| 3º    | Sérgio Páscoa   | Sporting | 21     |

### Metas Volantes
| Lugar | Ciclista        | Equipa   | Pontos |
| 1º    | Pedro Moreira   | Benfica  | 20     |
| 2º    | Fernando Mendes | Benfica  | 10     |
| 3º    | Roger Nassens   | Flândria | 10     |

## Ciclistas
Partiram: 54; Desistiram: 18; Terminaram: 46.
Media: 37,708 Km/h